# 瑞浪市立瑞浪小学校
瑞浪市立瑞浪小学校（みずなみしりつ みずなみしょうがっこう）は、岐阜県瑞浪市にある公立小学校。

## 沿革
瑞浪小学校のHPの沿革では、小田尋常高等小学校に改称された以降の記述がされている。ここでは、それ以前についても記述する。
- 1873年（明治6年） - 小田村に啓明義校[注釈 1]支校小田徳鱗学校[注釈 2]、山田村に培根学校、寺河戸村に研精学校が開校する。
- 1876年（明治9年） - 
  - 小田徳鱗学校が啓明義校から独立し、小田学校となる。
  - 培根学校が山田学校に改称する。
- 1886年（明治19年） - 小田学校、山田学校、研精学校が統合され、小田尋常小学校となる[注釈 3]。
- 1887年（明治20年） - 現在地に移転。小田尋常高等小学校に改称する[注釈 4]。
- 1897年（明治30年） - 
  - 小田村、山田村、寺河戸村が合併し、瑞浪村が発足。
  - 瑞浪尋常高等小学校に改称する。
- 1901年（明治34年） - 校舎（木造）新築。
- 1920年（大正9年）5月1日 - 瑞浪村が町制施行し、瑞浪町となる。
- 1938年（昭和13年） - 校舎（木造）新築。
- 1941年（昭和16年） - 瑞浪国民学校に改称する。
- 1947年（昭和22年） - 瑞浪町立瑞浪小学校に改称する。
- 1951年（昭和26年）4月1日 - 瑞浪町と土岐町と合併し瑞浪土岐町が発足。同時に瑞浪土岐町立瑞浪小学校に改称する。
- 1954年（昭和29年）4月1日 - 土岐郡瑞浪土岐町、稲津村、釜戸村、大湫村、日吉村、明世村（山野内、月吉、戸狩）、および恵那郡陶町が合併し、瑞浪市が発足。同時に瑞浪市立瑞浪小学校に改称する。
- 1995年（平成7年）12月 - 現在の校舎が完成する。
- 1997年（平成9年）3月 - 屋内運動場が完成する。

## その他
- 瑞浪小学校の校舎は、1996年に現在の校舎になるまで、1901年および、1938年に完成した木造校舎を使用していた。この木造校舎取り壊しの際に記念誌として、「温もりの木造校舎　瑞浪小学校の一世紀」（岐阜県瑞浪市立瑞浪小学校新校舎建設協力委員会　1996年）が発行されている[2]。